# Korea-Tanne
Die Korea-Tanne (Abies koreana) ist eine Pflanzenart aus der Gattung der Tannen (Abies) in der Familie der Kieferngewächse (Pinaceae).

## Beschreibung

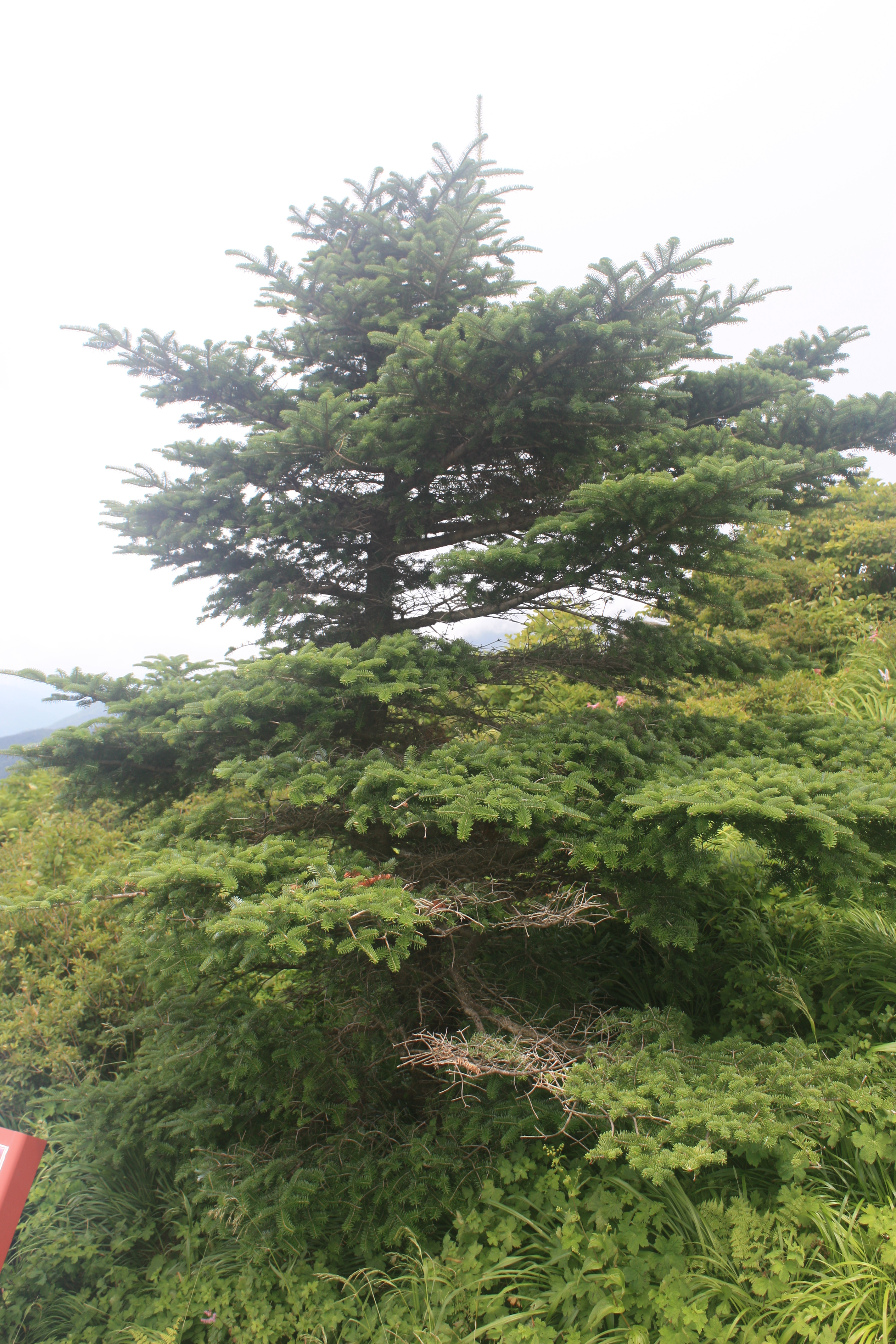
Habitus im Habitat Jirisan, Korea

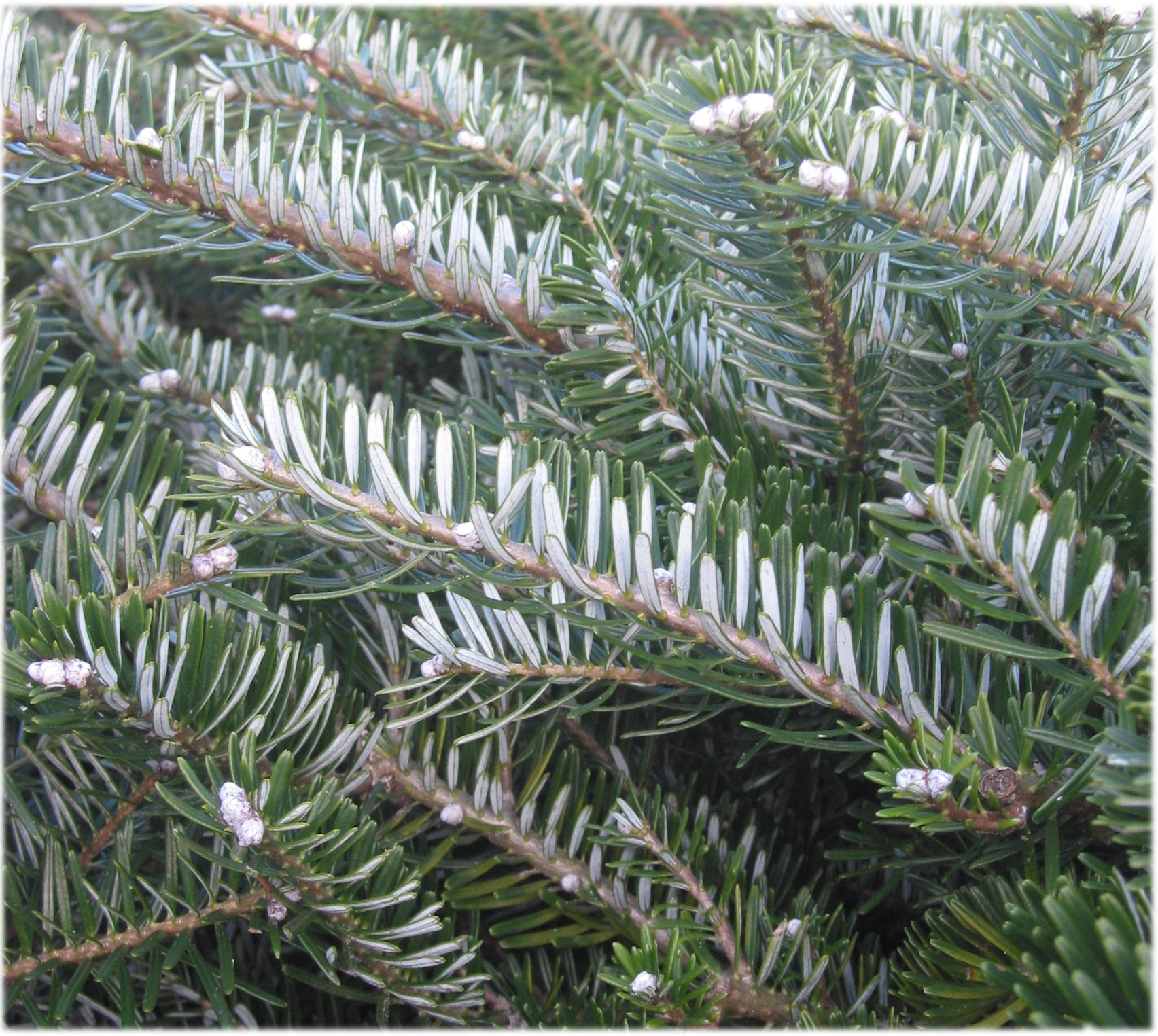
Zweig mit Nadelblättern

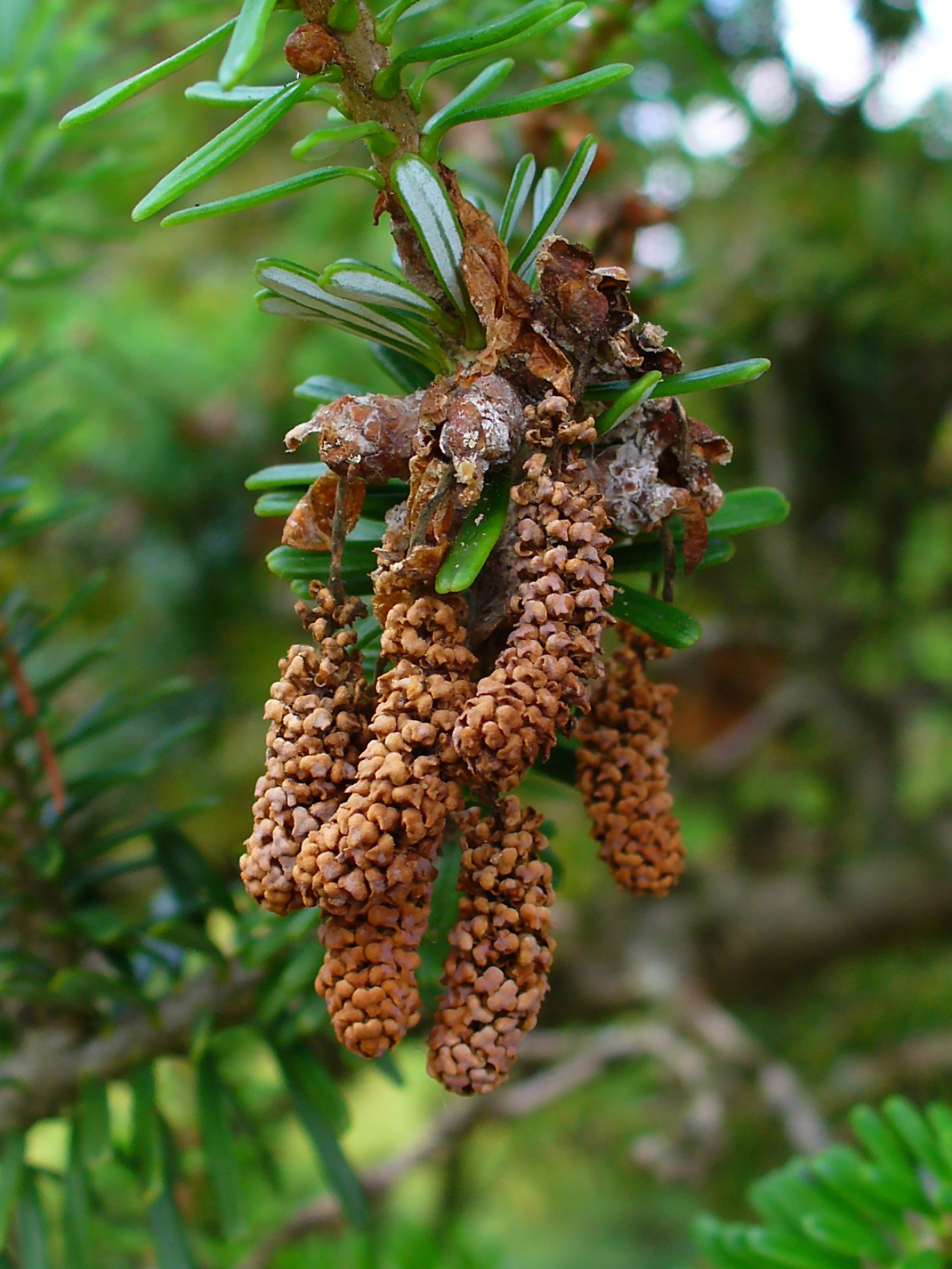
Männliche Zapfen

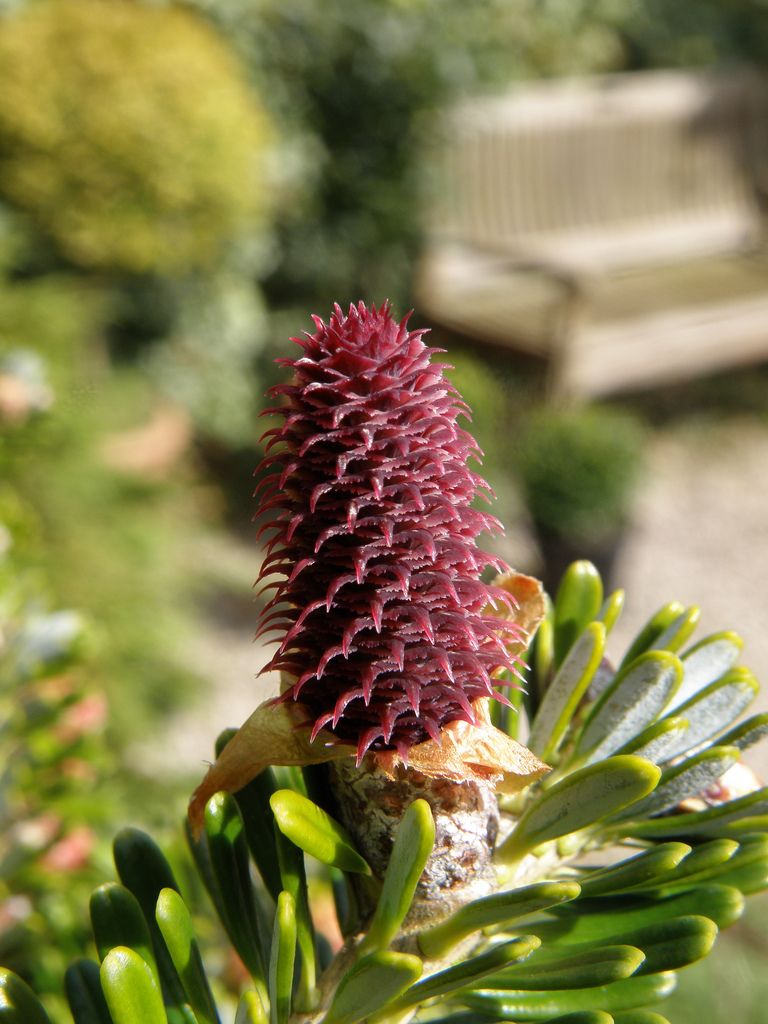
Bestäubungsfähiger weibliche Zapfen

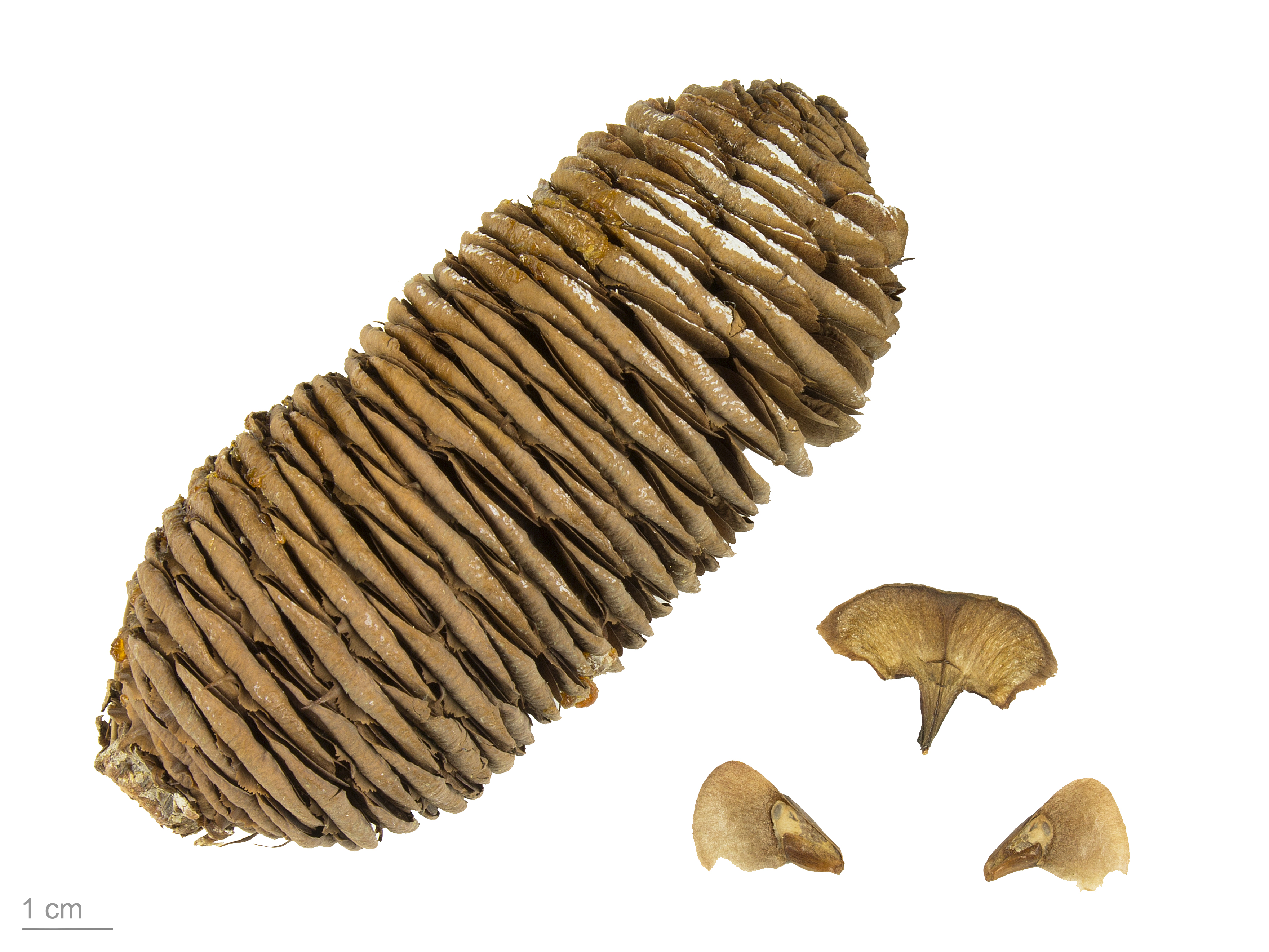
Reifer Zapfen und geflügelte Samen

### Vegetative Merkmale
Die Korea-Tanne wächst als ein immergrüner Baum. Sie bildet eine meist breit kegelförmige Baumkrone mit in Etagen waagrecht abstehenden Ästen aus. Sie erreicht Wuchshöhen bis 10–12 Metern, bisweilen auch bis zu 18 Metern. Die Korea-Tanne ist langsam wachsend mit Jahrestrieben von etwa 10 bis 15 Zentimetern.
Die Borke des Stammes ist glänzend dunkelolivbraun bis schwarz und mit Lentizellen gesprenkelt. Die Rinde der Zweige ist blassbraun bis graurosa getönt und leicht behaart. Die eiförmigen Knospen sind zunächst blassbraun, später harzig und weiß.
Die Nadelblätter sind etwa 1 Zentimeter (bisweilen auch bis 2,5 Zentimeter) lang und 2 Millimeter breit. Sie sind am Ende stumpf, selten auch etwas zugespitzt. Sie stehen fast rings um den Zweig und sind dicht bürstenförmig angeordnet. Die meisten Nadeln stehen senkrecht ab, einige sind auch auf der Oberseite zurückgebogen und einige auf der Unterseite vorwärts gebogen. Die Nadeln sind oberseits glänzend dunkelgrün; auf der Unterseite weisen sie zwei breite hellweiße Bänder auf und erscheinen deshalb weiß.

### Generative Merkmale
Die Korea-Tanne ist einhäusig getrenntgeschlechtig (monözisch), es gibt weibliche und männliche Zapfen an einem Exemplar. Die männlichen Zapfen sitzen gehäuft zwischen den Nadelblättern der Seitentriebe über die ganze Baumkrone verteilt; sie sind 4 bis 5 Millimeter klein und kugelig; wenn sie sich öffnen sind sie etwa 1 Zentimeter lang und hellgelb.
Die weiblichen Zapfen setzen oberseits auf den Zweigen an; sie sind 2 bis 5 Zentimeter lang und schlank. Die jungen weiblichen Zapfen sind zunächst gelblichgrün, hellrosa oder blass purpurfarben mit zurückgeschlagenen Deckschuppen. Die Zapfen stehen immer aufrecht am Zweig (im Gegensatz zu den hängenden und als Ganzes herabfallenden Fichten-Zapfen). Die Achse (Spindel) des Zapfens verbleibt am Baum, während die Schuppen einzeln abfallen. Die reifen Zapfen sind 5 bis 7 Zentimeter lang und 2 bis 3 Zentimeter breit. Sie sind dunkelblau mit vorragenden, stark zurückgebogenen Deckschuppen, die mit ihrer gelben bis braunen Färbung einen auffälligen Kontrast zur dunkelblauen Grundfarbe der Zapfen bilden. Die vollreifen Zapfen färben sich dunkelviolett bis braun und sind oft sehr harzig. Die Zapfenbildung setzt im Gegensatz zu den meisten anderen Tannenarten bereits bei Pflanzen unter 1 Meter Wuchshöhe zahlreich ein. Die Samen sind purpurfarben mit rotbraun getöntem Flügel.

### Chromosomenzahl
Die Chromosomenzahl beträgt 2n = 24.

## Vorkommen
Die Korea-Tanne ist in Korea inklusive der südlich vorgelagerten Insel Jeju-do (früher Quelpaert genannt) heimisch. Sie kommt in Höhenlagen bis etwa 1000 Metern vor.

## Systematik und botanische Geschichte
Die Korea-Tanne ist 1913 nach Großbritannien eingeführt worden. Das Typusmaterial wurde 1917 durch E. H. Wilson in Hallai-San auf der koreanischen Insel Quelpaert, gesammelt und mit der Sammelnummer 9486 hinterlegt. Die Erstbeschreibung von Abies koreana erfolgte 1920 durch den englisch-nordamerikanischen Botaniker und Pflanzenjäger Ernest Henry Wilson in Four new conifers from Korea. im Journal of the Arnold Arboretum, Band 1, S. 188.
Abies koreana gehört zur Untersektion Medianae in der Sektion Balsameae innerhalb der Gattung der Tannen (Abies).

## Nutzung
In den gemäßigten Gebieten wird die Korea-Tanne als Zierpflanze wegen ihrer attraktiven Benadelung und der früh einsetzenden reichen Zapfenproduktion in Parks und Gärten verwendet. Standortansprüche: Sonne bis lichter Schatten; kühl-feucht; frisch bis feucht; sauer bis schwach alkalisch; nährstoffreiche, sandig-lehmige oder lehmige Substrate; windgeschützt. Die Korea-Tanne ist frosthart, aber spätfrostgefährdet.
Es ist eine Vielzahl von Ausleseformen entstanden. Auswahlziele sind überwiegend Zwergwuchs und auffällige Nadelfärbung; Letzteres wird bei vielen Formen durch verdreht wachsende Nadeln erreicht, die dadurch ihre silbrigweiß glänzenden Unterseiten zeigen. Bei einigen Formen sind auch Farbvarianten der Zapfen gezüchtet worden.
- ‚Aurea‘: Langsamwüchsige Form mit goldfarbenen Nadeln ähnlich ‚Luminetta‘. Oft fehlt der Leittrieb; der Wuchs ist deshalb oft strauchförmig, manchmal auch baumförmig.
- ‚Barabits Spreading‘: Sehr langsamwüchsig, etwa 5 cm pro Jahr. Breiter bis halbkugeliger Wuchs.
- ‚Black Prince‘: Sehr dunkelgrüne Benadelung; langsamwüchsig, kompakte, kegelförmige Wuchsform.
- ‚Blaue Zwo‘, ‚Blau Zwo‘: Aufrechte, kegelförmig wachsende Zwergform; Zuwachs 2 bis 5 cm jährlich. Nadeln graublau.
- ‚Blauer Eskimo‘, ‚Blue Eskimo‘: Zwergform, die bodennah kriechend wächst. Sehr langsamwüchsig.
- ‚Blauer Pfiff‘: Kleiner Baum mit breit kegelförmigem Wuchs.
- ‚Blinsham Gold‘: Flach in die Breite wachsend; ältere Pflanzen mehr kegelförmig wachsend. Nadelblätter goldgelb.
- 'Blue and Silver'
- ‚Blue Emperor‘: Kompakte Wuchsform; langsamwüchsig. Die Nadeln sind kräftig blau.
- 'Blue Magic': Pyramidaler Wuchs; Nadeln hell silbrigblau.
- 'Blue Standard': Mit dunkelvioletten Zapfen
- 'Blue Star': Intensiv blaue Benadelung.
- 'Bonsai Blue': Zwergform mit blauer Benadelung
- ‚Brevifolia‘: Nadeln kürzer als beim Typ, Zapfen kleiner als bei der Ursprungsform.
- 'Cis': Kugelförmige zwergwüchsige Form; 1 bis 2 cm jährlicher Zuwachs.
- 'Compact Dwarf' (auch 'Compacta', nana hort.): Kompakt wachsende Zwergform. 5 bis 8 cm Zuwachs jährlich. Nadeln kürzer als beim Typ. Bildet keine Zapfen aus.
- 'Crystal Globe': Zwergform.
- 'Dark Hill': Zwergform, die etwa 50 cm hoch wird.
- 'Doni Tajuso': Zwergform
- ‚Flava‘: Weibliche Zapfen sind bei der Reife gelbbraun.
- ‚Fliegende Untertasse‘: Grüne, deutlich silbrig-schimmernde Nadeln. Kriechender Wuchs, gewundene Zweige
- 'Frosty'
- ‚Gait‘: Zwergform. Wuchs zunächst kugelig, später schlank aufrecht; jährlicher Zuwachs etwa 5 cm. Nadeln dunkelgrün.
- ‚Gelbbunt‘: Kompakte zwergwüchsige Form mit dunkelgrünen, gelbgesprenkelten Nadeln
- 'Glauca': Form mit intensiv blauen Nadeln
- ‚Golden Glow‘: Kompakte zwergwüchsige Form mit gelb-orangefarbenen Nadeln
- ‚Goldener Traum‘ (‚Golden Dream‘): Kompakte strauchwüchsige Form. Nadeln gelb bis limonengrün; einige Nadeln zweifarbig (gelb und grün)
- ‚Green Carpet‘: Kriechend zwergwüchsige Form; jährlicher Zuwachs etwa 5 cm. Nadeln sattgrün gefärbt.
- 'Gruebele': Kugelig wachsende Zwergform
- ‚Hexenbesen Horstman‘, ‚Hexenbesen Wursten‘: Zwergformen, die ‚Silberlocke‘ ähneln.
- ‚Horstmann‘: Halbkugelig wachsende Zwergform mit etwa 2 cm Jahreszuwachs
- 'Horstmann's Silberlocke': Siehe 'Silberlocke'
- 'Inverleith'
- ‚Kohout‘: Zwergform mit gewundenen Nadeln, die dadurch viel silbrige Farbe zeigen
- ‚Lippetal‘: Kompakte, etwas irregulär wachsende Zwergform mit sehr kurzen Nadeln
- 'Luminetta': Mit goldfarbenen Nadeln
- 'Nana': Name für Zwergformen wie 'Compact Dwarf' und 'Prostrate Beauty'
- ‚Nadelkissen‘: Kugelig bis polsterförmig wachsend mit gewundenen Nadeln, die dadurch silbriggrün aussehen.
- ‚Nanaimo‘: Kompakterer Wuchs als beim Typ, Wuchs von durchschnittlicher Geschwindigkeit.
- 'Nisbet': Strauchförmiger Wuchs; Nadeln blassgrün mit gelblichem Ton
- ‚Oberon‘: Extrem zwergwüchsig mit hellgrünen Nadeln
- ‚Orange Glow‘: Niedrige, breitwachsende Form mit dunkel goldfarbenen Nadeln, die im Winter mehr ins Orange gehen.
- ‚Pancake‘: Flacher, am Boden kriechender Wuchs (der Name bedeutet auf Deutsch „Pfannkuchen“)
- ‚Piccolo‘: Zwergwüchsige Form, die keinen Leittrieb besitzt. Nadeln grün.
- 'Pinocchio': Sehr dicht halbkugelig wachsende Zwergform; bis zu 5 cm Jahreszuwachs. Nadeln sattgrun.
- ‚Pompom‘ (‚Hexenbezen Wustemeyer‘): Langsamwüchsige Zuchtform mit kugeligem Wuchs; etwa 4–5 cm Jahreszuwachs. Nadeln hellgrün. Diese Form ist bei W. Wustemeyer (Schermbeck, Deutschland) 1980 entstanden.
- 'Procumbens': Weiterer Name für die Form 'Taiga'.
- ‚Prostrata‘, ‚Prostrate Beauty‘: Irregulärer, breit ausladender bis am Boden kriechender Wuchs; einige Zweige krümmen sich nach oben. Es sind drei weibliche Klone mit den Zapfenfarben blau, grau und grün bekannt.
- 'Renaults Dwarf': Kompakt zwergwüchsige Form.
- ‚Silberkugel‘: Zwergform, die abgeflacht halbkugelig wächst; dichterer Wuchs als bei der Form ‚Silberlocke‘. Die Nadeln sind nur etwa 1 cm lang. Die Nadeln sind gelbgrün mit teilweise verdrehten Nadeln, die ihre silbrigen Unterseiten zeigen.
- 'Silberlocke' ('Horstmann's Silberlocke'): Kleine Form mit etwa 4 bis 7 cm Zuwachs jährlich, oft auch darüber. Bildet schon früh violette Zapfen. Die Nadeln stehen dicht; sie sind unterschiedlich stark gewunden und zeigen so teilweise ihre silbrigen Unterseiten. Diese sehr schöne Form ist vor 1983 bei der Baumschule Horstmann in Deutschland entstanden.
- ‚Silber Mavers‘: Diese sehr zwergwüchsige Form hat verdrehte Nadeln, die ihre silbrigen Unterseiten zeigen. Die Oberseiten sind blaugrün.
- ‘Silberperl’: Diese Zwergform besitzt abgeflacht kugeligen Wuchs und eignet sich für Steingärten. Die Nadeln sind 6 bis 12 Millimeter lang; sie sind oberseits grün, jedoch gewunden, so dass sie ihre silbrigen Unterseiten zeigen. Diese Form ist bei der Baumschule Horstmann in Deutschland vor 1986 entstanden.
- ‘Silberreif’: Diese Form besitzt schnelleren Wuchs als ‘Silberlocke’. Die Nadeln sind dunkelgrün und auf der Unterseite silbrig, ähnlich der Form ‘Silberlocke’.
- ‘Silberzwerg’: Diese breitwüchsige Zwergform besitzt verdrehte Nadeln, die ihre silbrige Unterseite zeigen.
- ‘Silberschmeltzer’
- ‘Silver Show’: Schmaler, baumförmiger Wuchs; diese Form wird bis 7 Meter hoch. Die Nadeln sind denen der Form ‚Silberlocke‘ ähnlich.
- ‘Starker’s Dwarf’ (‘Stark’s Dwarf’): Diese Zwergform wird etwas über einen Meter hoch. Sehr dichter, halbkugeliger Wuchs.
- ‘Verdener Dom’: Eine kleine Form mit schmal-kegeligem Wuchs. Die Nadeln sind hellgrün und dicker als beim Typ.
- ‘Taiga’: Diese Form bleibt niedrig und wächst in die Breite. Die Nadeln sind dunkelgrün. Es werden blaue Zapfen gebildet.
- ‘Threave’
- ‘True Blue’: Die Nadeln dieser Form sind tiefblau gefärbt; sie sind kräftiger blau als bei den Sorten ‘Blauer Pfiff’, ‘Blaue Zwo’ und ‘Blue Star’.
- ‘Tundra’: Diese zwergwüchsige Form wird etwa 40 cm hoch und etwa 60 cm breit.
- ‘Winter Goldtip’
- ‘Wuestmeyer’ (‘Zwergform Wuestmeyer’): Eine aufrecht wachsende Zwergform mit dicht radial um den Zweig stehenden Nadeln.

Die Korea-Tanne wurde auch erfolgreich mit der Felsengebirgs-Tanne (Abies lasiocarpa) gekreuzt. Die Form ‘Waldgrenze’ ist eine Kreuzung Abies koreana × Abies lasiocarpa ‘Glauca’.

### Einzelreferenzen
1. ↑   Tropicos.
2. ↑   Alan Mitchell, übersetzt und bearbeitet von Gerd Krüssmann: Die Wald- und Parkbäume Europas: Ein Bestimmungsbuch für Dendrologen und Naturfreunde. Paul Parey, Hamburg und Berlin 1975, ISBN 3-490-05918-2.
3. ↑   Abies koreana im Germplasm Resources Information Network (GRIN), USDA, ARS, National Genetic Resources Program. National Germplasm Resources Laboratory, Beltsville, Maryland.